# Lancer du poids masculin aux Jeux olympiques d'été de 2008
Navigation
Athènes 2004 Londres 2012
Le concours du lancer du poids masculin aux Jeux olympiques de 2008 a eu lieu le 15 août 2008 dans le Stade national de Pékin.
Les limites de qualifications étaient de 20,30 m pour la limite A et de 19,80 m pour la limite B.

## Records
Avant cette compétition, les records dans cette discipline étaient les suivants :
| Record du monde  | 23,12 m | Randy Barnes   | États-Unis         | 20 mai 1990       | Westwood |
| Record olympique | 22,47 m | Ulf Timmermann | Allemagne de l'Est | 23 septembre 1988 | Séoul    |

## Médaillés
| Or              | Argent             | Bronze          |
| Tomasz Majewski | Christian Cantwell | Dylan Armstrong |

## Résultats

### Finale (15 août)
Tomasz Majewski devient champion olympique, alors que le champion du monde en titre, l'Américain Reese Hoffa doit se contenter de la septième place.
En réussissant 21,09 m à son dernier lancer, l'Américain Christian Cantwell parvient à se hisser à la deuxième place et boutant hors du podium le Canadien Dylan Armstrong pour un centimètre.
| Rang               | Athlète            | Pays        | Essais | Essais | Essais | Essais | Essais | Essais | Marque | Notes |
| Rang               | Athlète            | Pays        | 1      | 2      | 3      | 4      | 5      | 6      | Marque | Notes |
| ------------------ | ------------------ | ----------- | ------ | ------ | ------ | ------ | ------ | ------ | ------ | ----- |
| Médaille d'or      | Tomasz Majewski    | Pologne     | 20.80  | 20.47  | 21.21  | 21.51  | x      | 20.44  | 21.51  | PB    |
| Médaille d'argent  | Christian Cantwell | États-Unis  | 20.39  | 20.98  | 20.88  | 20.86  | 20.69  | 21.09  | 21.09  |       |
| Médaille de bronze | Dylan Armstrong    | Canada      | 20.62  | 21.04  | x      | x      | 20.47  | x      | 21.04  | NR    |
| 5                  | Yuriy Bilonog      | Ukraine     | 20.63  | x      | 20.53  | 20.46  | 20.31  | x      | 20.63  | SB    |
| 6                  | Reese Hoffa        | États-Unis  | x      | 19.81  | 20.53  | 20.38  | x      | x      | 20.53  |       |
| 7                  | Pavel Sofin        | Russie      | 20.42  | x      | x      | x      | x      | x      | 20.42  |       |
| 8                  | Rutger Smith       | Pays-Bas    | 20.41  | x      | 20.30  |        |        |        | 20.41  |       |
| 9                  | Yury Bialou        | Biélorussie | 20.06  | x      | x      |        |        |        | 20.06  |       |
|                    | Adam Nelson        | États-Unis  | x      | x      | x      |        |        |        | NM     |       |
| DSQ                | Andrei Mikhnevich  | Biélorussie | 20.73  | 21.05  | x      | 20.78  | 20.57  | 20.93  | 21.05  | DQ    |
| DSQ                | Ivan Yushkov       | Russie      | 19.67  | 19.55  | x      |        |        |        | 19.67  | DQ    |
| DSQ                | Pavel Lyzhyn       | Biélorussie | 20.33  | 20.15  | 20.98  | 20.98  | 20.40  | x      | 20.98  | DQ    |

### Qualifications (15 août)
45 lanceurs étaient inscrits à ce concours, deux groupes de qualifications ont été formés. La limite de qualifications était fixée à 20,40 m ou au minimum les 12 meilleurs lanceurs.
| Rang | Pays               | Athlète               | Distance       |
| ---- | ------------------ | --------------------- | -------------- |
| 1    | Pologne            | Tomasz Majewski       | 21,04 m Q (PB) |
| 2    | États-Unis         | Christian Cantwell    | 20,48 m Q      |
| 3    | Canada             | Dylan Armstrong       | 20,43 m Q      |
| 4    | États-Unis         | Reese Hoffa           | 20,41 m Q      |
| 5    | Russie             | Pavel Sofin           | 20,29 m q      |
| 6    | Biélorussie        | Yury Bialou           | 20,12 m q      |
| 7    | Ukraine            | Andriy Semenov        | 20,01 m        |
| 8    | Bosnie-Herzégovine | Hamza Alić            | 19,87 m        |
| 9    | Russie             | Anton Luboslavskiy    | 19,87 m        |
| 10   | Australie          | Scott Martin          | 19,75 m        |
| 11   | Danemark           | Joachim Olsen         | 19,74 m (SB)   |
| 12   | Cuba               | Carlos Véliz          | 19,58 m        |
| 13   | Lettonie           | Māris Urtāns          | 19,57 m        |
| 14   | Slovaquie          | Milan Haborák         | 19,32 m        |
| 15   | Argentine          | Germán Lauro          | 19,07 m        |
| 16   | Serbie             | Asmir Kolašinac       | 19,01 m        |
| 17   | Hongrie            | Lajos Kürthy          | 18,74 m        |
| 18   | Grèce              | Mihaíl Stamatóyiannis | 18,45 m        |
| 19   | Chili              | Marco Antonio Verni   | 17,96 m        |
| 20   | Bulgarie           | Georgi Ivanov         | NM             |
| 21   | Finlande           | Robert Häggblom       | NM             |
| 22   | Allemagne          | Ralf Bartels          | DNS            |

| Rang | Pays            | Athlète                      | Distance  |
| ---- | --------------- | ---------------------------- | --------- |
| 1    | États-Unis      | Adam Nelson                  | 20,56 m Q |
| 2    | Biélorussie     | Andrei Mikhnevich            | 20,48 m Q |
| 3    | Biélorussie     | Pavel Lyzhyn                 | 20,36 m q |
| 4    | Ukraine         | Yuriy Bilonoh                | 20,16 m q |
| 5    | Pays-Bas        | Rutger Smith                 | 20,13 m q |
| 6    | Russie          | Ivan Yushkov                 | 20,02 m q |
| 7    | Allemagne       | Peter Sack                   | 20,01 m   |
| 8    | Jamaïque        | Dorian Scott                 | 19,94 m   |
| 9    | Australie       | Justin Anlezark              | 19,91 m   |
| 10   | Espagne         | Manuel Martínez              | 19,81 m   |
| 11   | Slovénie        | Miran Vodovnik               | 19,81 m   |
| 12   | France          | Yves Niaré                   | 19,73 m   |
| 13   | Estonie         | Taavi Peetre                 | 19,57 m   |
| 14   | Arabie saoudite | Sultan Abdulmajeed Al-Hebshi | 19,51 m   |
| 15   | Tchéquie        | Petr Stehlík                 | 19,41 m   |
| 16   | Croatie         | Nedžad Mulabegović           | 19,35 m   |
| 17   | Cuba            | Reynaldo Proenza             | 19,20 m   |
| 18   | Moldavie        | Ivan Emilianov               | 18,64 m   |
| 19   | Égypte          | Yasser Ibrahim Farag         | 18,42 m   |
| 20   | Portugal        | Marco Fortes                 | 18,05 m   |
| 21   | Taipei chinois  | Chang Ming-Huang             | 17,43 m   |
| 22   | Cuba            | Alexis Paumier               | NM        |
| 23   | Iran            | Amin Nikfar                  | NM        |

## Légende
Records et Performances
- AR : Record continental (area record)
- CR : Record des championnats (championship record)
- MR : Record du meeting (meet record)
- NR : Record national (national record)
- OR : Record olympique (olympic record)
- PR : Record paralympique (paralympic record)
- PB : Record personnel (personal best)
- SB : Meilleure performance personnelle de la saison (season's best)
- WL : Meilleure performance mondiale de l'année (world leader)
- WJR : Record du monde junior (world junior record)
- WR : Record du monde (world record)

Circonstances et Conditions
- DNF : N'a pas terminé (did not finish)
- DNS : N'a pas pris le départ (did not start)
- DQ : Disqualification (disqualification)
- NM : Aucun essai valable enregistré (No Mark)
- Q : Qualifié « directement » au prochain tour (ou à la prochaine compétition), lors d'une compétition majeure, grâce au classement ou à la réalisation des minima (automatic qualifier)
- q : Qualifié au prochain tour (ou à la prochaine compétition), lors d'une compétition majeure, grâce au repêchage ou à la réalisation de l'une des meilleures performances parmi celles des « non qualifiés directement » (grâce au meilleur temps ou à la meilleure distance par exemple) (secondary qualifier)